# Saison 2024 de la WTA
Cet article traite de la saison 2024 de tennis féminin. Pour la saison masculine, voir Saison 2024 de l'ATP.
Pour un article plus général, voir 2024 en tennis.
Vainqueurs des tournois majeurs
Cette page rassemble les résultats de la saison 2024 de tennis féminin ou WTA Tour 2024 qui est constituée de 92 tournois (jusqu'au 15 décembre 2024) répartis de la façon suivante :
- 86 sont organisés par la WTA :
  - les tournois WTA 1000 : au nombre de 10,
  - les tournois WTA 500, au nombre de 17,
  - les tournois WTA 250, au nombre de 23,
  - les tournois WTA 125, au nombre de 36,
  - le Masters ou WTA Tour Finals qui réunit les huit meilleures joueuses de la Race WTA en fin de saison,
- les 4 tournois du Grand Chelem.
- l'épreuve de tennis des Jeux olympiques de Paris.

À ces compétitions individuelles s'ajoutent 3 compétitions par équipes nationales :
- l'United Cup organisée conjointement par l'ATP et la WTA,
- la Coupe Billie Jean King organisée par l'ITF.

Bianca Andreescu, Victoria Azarenka, Coco Gauff, Simona Halep, Sofia Kenin, Angelique Kerber, Barbora Krejčíková, Svetlana Kuznetsova, Petra Kvitová, Garbiñe Muguruza, Naomi Osaka, Jeļena Ostapenko, Emma Raducanu, Elena Rybakina, Aryna Sabalenka, Sloane Stephens, Markéta Vondroušová, Iga Świątek et Venus Williams sont les joueuses en activité au début de la saison qui ont remporté un tournoi du Grand Chelem.

## Nouveautés 2024
- Retour du tournoi de Wuhan[1] en catégorie WTA 1000.
- Rétrogradation du tournoi de Guadalajara en catégorie WTA 500.
- Plus d'alternance années paires/impaires pour les tournois de Doha et Dubaï en catégorie WTA 1000.
- Disparition des tournois de Lyon, Lausanne et Varsovie en catégorie WTA 250 à la suite d'une refonte du calendrier en catégorie WTA 500.
- Promotion en catégorie WTA 250 du tournoi de Rouen[2].
- Promotion en catégorie WTA 500 des tournois de Bad Homburg[3], Strasbourg[4], Linz, Monterrey, Séoul et Ningbo[5].
- Le tournoi de Hambourg[6] passe temporairement en 2024 en catégorie WTA 125 et échange sa place dans le calendrier avec le tournoi de Iași (qui passe donc temporairement en 2024 en catégorie WTA 250) en raison de conflit d'agenda avec les Jeux olympiques de Paris.
- Le tournoi de Hua Hin[5] se joue exceptionnellement 2 fois en cette saison.
- L'Arabie saoudite accueille pour 3 ans le Masters à Riyad[7].

## Faits marquants
Dans ce calendrier 2024, le nombre de tournois WTA 500 passe de 12 à 17 et un 10e tournoi WTA 1000 est ajouté. La stratégie de la WTA est que l’égalité des prix, entre joueurs et joueuses, devienne enfin une réalité dans les années à venir.
Les tournois WTA 1000 passeront sur deux semaines avec des tableaux élargis. En 2024, ce sera le cas pour les tournois WTA 1000 de Madrid et de Pékin, puis en 2025 pour les tournois WTA 1000 de Cincinnati et du Canada (Toronto/Montréal). Avec Indian Wells, Miami et Rome, il y aura ainsi sept WTA 1000 qui se disputeront sur deux semaines.
Enfin, les tournois WTA 250 auront une plus forte concentration régionale pour créer un modèle commercial plus durable et viable qui aidera à favoriser la prochaine génération de stars.
Après avoir été relancée à Nice à l’été 2023, la Hopman Cup fait une pause en 2024 en raison de la tenue des Jeux olympiques qui doivent avoir lieu en France cette année et sur la même période.

## Classements

### Évolution du top 10
| Rang | Évolution           | Nom   | Points |
| ---- | ------------------- | ----- | ------ |
| 1    | Iga Świątek         | 9 295 |        |
| 2    | Aryna Sabalenka     | 9 050 |        |
| 3    | Coco Gauff          | 6 580 |        |
| 4    | Elena Rybakina      | 6 365 |        |
| 5    | Jessica Pegula      | 5 975 |        |
| 6    | Ons Jabeur          | 4 195 |        |
| 7    | Markéta Vondroušová | 4 075 |        |
| 8    | Karolína Muchová    | 3 651 |        |
| 9    | María Sákkari       | 3 620 |        |
| 10   | Barbora Krejčíková  | 2 880 |        |

| Rang | Évolution          | Nom   | Points |
| ---- | ------------------ | ----- | ------ |
| 1    | Storm Hunter       | 6 055 |        |
| 2    | Elise Mertens      | 5 870 |        |
| 3    | Coco Gauff         | 5 755 |        |
| 4    | Jessica Pegula     | 5 755 |        |
| 5    | Laura Siegemund    | 5 585 |        |
| 6    | Hsieh Su-wei       | 5 241 |        |
| 7    | Taylor Townsend    | 5 180 |        |
| 8    | Gabriela Dabrowski | 5 115 |        |
| 9    | Vera Zvonareva     | 5 070 |        |
| 10   | Kateřina Siniaková | 4 895 |        |

| Rang | Évolution       | Nom                | Points |
| ---- | --------------- | ------------------ | ------ |
| 1    | en augmentation | Aryna Sabalenka    | 9 416  |
| 2    | en diminution   | Iga Swiatek        | 8 370  |
| 3    | en stagnation   | Coco Gauff         | 6 530  |
| 4    | en augmentation | Jasmine Paolini    | 5 344  |
| 5    | en augmentation | Zheng Qinwen       | 5 340  |
| 6    | en diminution   | Elena Rybakina     | 5 171  |
| 7    | en diminution   | Jessica Pegula     | 4 705  |
| 8    | en augmentation | Emma Navarro       | 3 589  |
| 9    | en augmentation | Daria Kasatkina    | 3 368  |
| 10   | en stagnation   | Barbora Krejčíková | 3 214  |

| Rang | Évolution       | Nom                | Points |
| ---- | --------------- | ------------------ | ------ |
| 1    | en augmentation | Kateřina Siniaková | 9 530  |
| 2    | en augmentation | Erin Routliffe     | 8 165  |
| 3    | en augmentation | Gabriela Dabrowski | 6 805  |
| 4    | en augmentation | Lyudmyla Kichenok  | 6 165  |
| 5    | en augmentation | Taylor Townsend    | 6 108  |
| 6    | en augmentation | Jelena Ostapenko   | 5 948  |
| 7    | en diminution   | Hsieh Su-wei       | 5 506  |
| 8    | en diminution   | Elise Mertens      | 5 430  |
| 9    | en augmentation | Sara Errani        | 5 306  |
| 10   | en augmentation | Jasmine Paolini    | 5 235  |

### Résultat des gains en tournoi
| #  | Joueuse            | Pays        | Simple      | Double      | Mixte | Total       |
| -- | ------------------ | ----------- | ----------- | ----------- | ----- | ----------- |
| 1  | Aryna Sabalenka    | Biélorussie | 9 729 260 $ |             |       | 9 729 260 $ |
| 2  | Coco Gauff         | États-Unis  | 8 880 987 $ | 472 860 $   |       | 9 353 847 $ |
| 3  | Iga Świątek        | Pologne     | 8 550 693 $ |             |       | 8 550 693 $ |
| 4  | Jasmine Paolini    | Italie      | 5 024 205 $ | 691 593 $   |       | 5 715 798 $ |
| 5  | Zheng Qinwen       | Chine       | 5 417 555 $ |             |       | 5 417 555 $ |
| 6  | Barbora Krejčíková | Tchéquie    | 4 497 600 $ | 243 575 $   |       | 4 741 175 $ |
| 7  | Jessica Pegula     | États-Unis  | 4 021 226 $ | 165 396 $   |       | 4 186 622 $ |
| 8  | Elena Rybakina     | Kazakhstan  | 3 876 915 $ |             |       | 3 876 915 $ |
| 9  | Elise Mertens      | Belgique    | 1 182 863 $ | 1 701 511 $ |       | 2 884 374 $ |
| 10 | Emma Navarro       | États-Unis  | 2 674 666 $ | 77 302 $    |       | 2 751 968 $ |

Source : Classement des gains en tournoi en 2024 sur le site tennis365.com

## Palmarès
| Grand Chelem     |
| Jeux olympiques  |
| WTA Finals       |
| WTA Elite Trophy |
| Tournoi WTA 1000 |
| Tournoi WTA 500  |
| Tournoi WTA 250  |
| Tournoi WTA 125  |

### Simple
| No | Date       | Nom et lieu du tournoi                                    | Catégorie     | Dotation       | Surface      | Vainqueure             | Finaliste              | Score           |         |
| -- | ---------- | --------------------------------------------------------- | ------------- | -------------- | ------------ | ---------------------- | ---------------------- | --------------- | ------- |
| 1  | 01-01-2024 | Brisbane International by Evie, Brisbane                  | WTA 500       | 1 736 763 $    | Dur (ext.)   | Elena Rybakina         | Aryna Sabalenka        | 6-0, 6-3        | Tableau |
| 2  | 01-01-2024 | ASB Classic, Auckland                                     | WTA 250       | 267 082 $      | Dur (ext.)   | Coco Gauff             | Elina Svitolina        | 64-7, 6-3, 6-3  | Tableau |
| 3  | 01-01-2024 | Workday Canberra International, Canberra                  | WTA 125       | 115 000 $      | Dur (ext.)   | Nuria Párrizas Díaz    | Harriet Dart           | 6-4, 6-3        | Tableau |
| 4  | 08-01-2024 | Adélaïde International, Adélaïde                          | WTA 500       | 922 573 $      | Dur (ext.)   | Jeļena Ostapenko       | Daria Kasatkina        | 6-3, 6-2        | Tableau |
| 5  | 08-01-2024 | Hobart international, Hobart                              | WTA 250       | 267 082 $      | Dur (ext.)   | Emma Navarro           | Elise Mertens          | 6-1, 4-6, 7-5   | Tableau |
| 6  | 15-01-2024 | Australian Open, Melbourne                                | G. Chelem     | 38 923 200 AU$ | Dur (ext.)   | Aryna Sabalenka        | Zheng Qinwen           | 6-3, 6-2        | Tableau |
| 7  | 29-01-2024 | Upper Austria Ladies Ladies Linz, Linz                    | WTA 500       | 922 573 $      | Dur (int.)   | Jeļena Ostapenko       | Ekaterina Alexandrova  | 6-2, 6-3        | Tableau |
| 8  | 29-01-2024 | Thailand Open, Hua Hin                                    | WTA 250       | 267 082 $      | Dur (ext.)   | Diana Shnaider         | Zhu Lin                | 6-3, 2-6, 6-1   | Tableau |
| 9  | 05-02-2024 | Mubadala Abu Dhabi Open, Abou Dabi                        | WTA 500       | 922 573 $      | Dur (ext.)   | Elena Rybakina         | Daria Kasatkina        | 6-1, 6-4        | Tableau |
| 10 | 05-02-2024 | Transylvania Open, Cluj-Napoca                            | WTA 250       | 267 082 $      | Dur (int.)   | Karolína Plíšková      | Ana Bogdan             | 6-4, 6-3        | Tableau |
| 11 | 05-02-2024 | L&T Mumbai Open, Mumbai                                   | WTA 125       | 115 000 $      | Dur (ext.)   | Darja Semeņistaja      | Storm Hunter           | 5-7, 7-66, 6-2  | Tableau |
| 12 | 12-02-2024 | Qatar TotalEnergies Open 2024, Doha                       | WTA 1000      | 3 211 715 $    | Dur (ext.)   | Iga Świątek            | Elena Rybakina         | 7-68, 6-2       | Tableau |
| 13 | 19-02-2024 | Dubaï Duty Free Tennis Championships, Dubaï               | WTA 1000      | 3 211 715 $    | Dur (ext.)   | Jasmine Paolini        | Anna Kalinskaya        | 4-6, 7-5, 7-5   | Tableau |
| 14 | 19-02-2024 | Vallarta Open, Puerto Vallarta                            | WTA 125       | 115 000 $      | Dur (ext.)   | McCartney Kessler      | Taylah Preston         | 5-7, 6-3, 6-0   | Tableau |
| 15 | 26-02-2024 | San Diego Open, San Diego                                 | WTA 500       | 922 573 $      | Dur (ext.)   | Katie Boulter          | Marta Kostyuk          | 5-7, 6-2, 6-2   | Tableau |
| 16 | 26-02-2024 | ATX Open, Austin                                          | WTA 250       | 267 082 $      | Dur (ext.)   | Yuan Yue               | Wang Xiyu              | 6-4, 7-64       | Tableau |
| 17 | 04-03-2024 | BNP Paribas Open, Indian Wells                            | WTA 1000      | 9 258 080 $    | Dur (ext.)   | Iga Świątek            | María Sákkari          | 6-4, 6-0        | Tableau |
| 18 | 11-03-2024 | Fifth Third Charleston 125, Charleston                    | WTA 125       | 115 000 $      | Dur (ext.)   | Elisabetta Cocciaretto | Diana Shnaider         | 6-3, 6-2        | Tableau |
| 19 | 19-03-2024 | Miami Open presented by Itaú, Miami                       | WTA 1000      | 8 770 480 $    | Dur (ext.)   | Danielle Collins       | Elena Rybakina         | 7-5, 6-3        | Tableau |
| 20 | 25-03-2024 | San Luis Potosí 125, San Luis Potosí                      | WTA 125       | 115 000 $      | Terre (ext.) | Nadia Podoroska        | Francesca Jones        | 6-1, 6-2        | Tableau |
| 21 | 25-03-2024 | Megasaray Hotels Open, Antalya                            | WTA 125       | 115 000 $      | Terre (ext.) | Jéssica Bouzas Maneiro | Irina-Camelia Begu     | 6-2, 4-6, 6-2   | Tableau |
| 22 | 01-04-2024 | Credit One Charleston Open, Charleston                    | WTA 500       | 922 573 $      | Terre (ext.) | Danielle Collins       | Daria Kasatkina        | 6-2, 6-1        | Tableau |
| 23 | 01-04-2024 | Copa Colsanitas Zurich, Bogota                            | WTA 250       | 267 082 $      | Terre (ext.) | Camila Osorio          | Marie Bouzková         | 6-3, 7-65       | Tableau |
| 24 | 01-04-2024 | Open Internacional Femeni Solgironès, La Bisbal d'Empordà | WTA 125       | 115 000 $      | Terre (ext.) | María Carlé            | Rebeka Masarova        | 3-6, 6-1, 6-2   | Tableau |
| 25 | 15-04-2024 | Porsche Tennis Grand Prix, Stuttgart                      | WTA 500       | 922 573 $      | Terre (int.) | Elena Rybakina         | Marta Kostyuk          | 6-2, 6-2        | Tableau |
| 26 | 15-04-2024 | Open de Rouen Capfinances, Rouen                          | WTA 250       | 267 082 $      | Terre (int.) | Sloane Stephens        | Magda Linette          | 6-1, 2-6, 6-2   | Tableau |
| 27 | 15-04-2024 | Oeiras Open, Oeiras                                       | WTA 125       | 115 000 $      | Terre (ext.) | Suzan Lamens           | Clara Tauson           | 6-4, 5-7, 6-4   | Tableau |
| 28 | 22-04-2024 | Mutua Madrid Open, Madrid                                 | WTA 1000      | 8 770 480 $    | Terre (ext.) | Iga Świątek            | Aryna Sabalenka        | 7-5, 4-6, 7-67  | Tableau |
| 29 | 29-04-2024 | Open 35 de Saint-Malo, Saint-Malo                         | WTA 125       | 115 000 $      | Terre (ext.) | Loïs Boisson           | Chloé Paquet           | 4-6, 7-63, 6-3  | Tableau |
| 30 | 29-04-2024 | Catalonia Open WTA 125, Lleida                            | WTA 125       | 115 000 $      | Terre (ext.) | Kateřina Siniaková     | Mayar Sherif           | 6-4, 4-6, 6-3   | Tableau |
| 31 | 07-05-2024 | Internazionali BNL d'Italia, Rome                         | WTA 1000      | 5 509 771 $    | Terre (ext.) | Iga Świątek            | Aryna Sabalenka        | 6-2, 6-3        | Tableau |
| 32 | 13-05-2024 | Trophée Clarins, Paris                                    | WTA 125       | 115 000 $      | Terre (ext.) | Diana Shnaider         | Emma Navarro           | 6-2, 3-6, 6-4   | Tableau |
| 33 | 13-05-2024 | Parma Ladies Open, Parme                                  | WTA 125       | 115 000 $      | Terre (ext.) | A.K. Schmiedlová       | Mayar Sherif           | 7-5, 2-6, 6-4   | Tableau |
| 34 | 19-05-2024 | Internationaux de Strasbourg, Strasbourg                  | WTA 500       | 922 573 $      | Terre (ext.) | Madison Keys           | Danielle Collins       | 6-1, 6-2        | Tableau |
| 35 | 19-05-2024 | Grand Prix SAR La Princesse Lalla Meryem, Rabat           | WTA 250       | 267 082 $      | Terre (ext.) | Peyton Stearns         | Mayar Sherif           | 6-2, 6-1        | Tableau |
| 36 | 27-05-2024 | Roland-Garros, Paris                                      | G. Chelem     | 53 478 000 €   | Terre (ext.) | Iga Świątek            | Jasmine Paolini        | 6-2, 6-1        | Tableau |
| 37 | 03-06-2024 | Open delle Puglie, Bari                                   | WTA 125       | 115 000 $      | Terre (ext.) | Anca Todoni            | Panna Udvardy          | 6-4, 6-0        | Tableau |
| 38 | 03-06-2024 | Makarska Open, Makarska                                   | WTA 125       | 115 000 $      | Terre (ext.) | Katie Volynets         | Mayar Sherif           | 3-6, 6-2, 6-1   | Tableau |
| 39 | 10-06-2024 | Rothesay Open Nottingham, Nottingham                      | WTA 250       | 267 082 $      | Gazon (ext.) | Katie Boulter          | Karolína Plíšková      | 4-6, 6-3, 6-2   | Tableau |
| 40 | 10-06-2024 | Libema Open, Bois-le-Duc                                  | WTA 250       | 267 082 $      | Gazon (ext.) | Liudmila Samsonova     | Bianca Andreescu       | 4-6, 6-3, 7-5   | Tableau |
| 41 | 10-06-2024 | BBVA Open Internacional de Valencia, Valence              | WTA 125       | 115 000 $      | Terre (ext.) | Ann Li                 | Viktoriya Tomova       | 6-3, 6-4        | Tableau |
| 42 | 17-06-2024 | ecotrans Ladies Open, Berlin                              | WTA 500       | 922 573 $      | Gazon (ext.) | Jessica Pegula         | Anna Kalinskaya        | 60-7, 6-4, 7-63 | Tableau |
| 43 | 17-06-2024 | Rothesay Classic Birmingham, Birmingham                   | WTA 250       | 267 082 $      | Gazon (ext.) | Yulia Putintseva       | Ajla Tomljanović       | 6-1, 7-68       | Tableau |
| 44 | 17-06-2024 | Veneto Open, Gaiba                                        | WTA 125       | 115 000 $      | Gazon (ext.) | Alycia Parks           | Bernarda Pera          | 6-3, 6-1        | Tableau |
| 45 | 24-06-2024 | Rothesay International Eastbourne, Eastbourne             | WTA 500       | 922 573 $      | Gazon (ext.) | Daria Kasatkina        | Leylah Fernandez       | 6-3, 6-4        | Tableau |
| 46 | 24-06-2024 | Bad Homburg Open by Solarwatt, Bad Homburg                | WTA 500       | 922 573 $      | Gazon (ext.) | Diana Shnaider         | Donna Vekić            | 6-3, 2-6, 6-3   | Tableau |
| 47 | 01-07-2024 | The Championships, Wimbledon                              | G. Chelem     | NC             | Gazon (ext.) | Barbora Krejčíková     | Jasmine Paolini        | 6-4, 2-6, 6-4   | Tableau |
| 48 | 08-07-2024 | Nordea Open, Båstad                                       | WTA 125       | 115 000 $      | Terre (ext.) | Martina Trevisan       | Ann Li                 | 6-2, 6-2        | Tableau |
| 49 | 08-07-2024 | Grand Est Open 88, Contrexéville                          | WTA 125       | 115 000 $      | Terre (ext.) | Lucia Bronzetti        | Mayar Sherif           | 6-4, 64-7, 7-5  | Tableau |
| 50 | 15-07-2024 | Hungarian Grand Prix, Budapest                            | WTA 250       | 267 082 $      | Terre (ext.) | Diana Shnaider         | Aliaksandra Sasnovich  | 6-4, 6-4        | Tableau |
| 51 | 15-07-2024 | 35th Palermo Ladies Open, Palerme                         | WTA 250       | 267 082 $      | Terre (ext.) | Zheng Qinwen           | Karolína Muchová       | 6-4, 4-6, 6-2   | Tableau |
| 52 | 22-07-2024 | BCR Iași Open, Iași                                       | WTA 250       | 267 082 $      | Terre (ext.) | Mirra Andreeva         | Elina Avanesyan        | 5-7, 7-5, 4-0ab | Tableau |
| 53 | 22-07-2024 | Prague Open 2024, Prague                                  | WTA 250       | 267 082 $      | Terre (ext.) | Magda Linette          | Magdalena Frech        | 6-2, 6-1        | Tableau |
| 54 | 22-07-2024 | Polish Open, Varsovie                                     | WTA 125       | 115 000 $      | Dur (ext.)   | Alycia Parks           | Maya Joint             | 4-6, 6-3, 6-3   | Tableau |
| 55 | 27-07-2024 | Summer Olympic Tennis Event, Paris                        | J. olympiques | NC             | Terre (ext.) | Zheng Qinwen           | Donna Vekić            | 6-2, 6-3        | Tableau |
| 56 | 29-07-2024 | Mudabala Citi DC Open, Washington                         | WTA 500       | 922 573 $      | Dur (ext.)   | Paula Badosa           | Marie Bouzková         | 6-1, 4-6, 6-4   | Tableau |
| 57 | 04-08-2024 | ECE Ladies Hamburg Open, Hambourg                         | WTA 125       | 115 000 $      | Terre (ext.) | Anna Bondár            | Arantxa Rus            | 6-4, 6-2        | Tableau |
| 58 | 06-08-2024 | National Bank Open Presented by Rogers, Toronto           | WTA 1000      | 3 211 715 $    | Dur (ext.)   | Jessica Pegula         | Amanda Anisimova       | 6-3, 2-6, 6-1   | Tableau |
| 59 | 11-08-2024 | Barranquilla Open 2024, Barranquilla                      | WTA 125       | 115 000 $      | Dur (ext.)   | Nadia Podoroska        | Tatjana Maria          | 6-2, 1-6, 6-3   | Tableau |
| 60 | 13-08-2024 | Cincinnati Open, Cincinnati                               | WTA 1000      | 3 211 715 $    | Dur (ext.)   | Aryna Sabalenka        | Jessica Pegula         | 6-3, 7-5        | Tableau |
| 61 | 19-08-2024 | Abierto GNP Seguros, Monterrey                            | WTA 500       | 922 573 $      | Dur (ext.)   | Linda Nosková          | Lulu Sun               | 7-66, 6-4       | Tableau |
| 62 | 19-08-2024 | Tennis in the Land powered by Rocket Mortgage, Cleveland  | WTA 250       | 267 082 $      | Dur (ext.)   | McCartney Kessler      | Beatriz Haddad Maia    | 1-6, 6-1, 7-5   | Tableau |
| 63 | 26-08-2024 | US Open, Flushing Meadows                                 | G. Chelem     | NC             | Dur (ext.)   | Aryna Sabalenka        | Jessica Pegula         | 7-5, 7-5        | Tableau |
| 64 | 02-09-2024 | Elle Spirit Open, Montreux                                | WTA 125       | 115 000 $      | Terre (ext.) | Irina-Camelia Begu     | Petra Marčinko         | 1-6, 6-3, 6-0   | Tableau |
| 65 | 02-09-2024 | Guadalajara 125 Open, Guadalajara                         | WTA 125       | 115 000 $      | Dur (ext.)   | Kamilla Rakhimova      | Tatjana Maria          | 6-3, 65-7, 6-3  | Tableau |
| 66 | 09-09-2024 | Guadalajara Open Akron, Guadalajara                       | WTA 500       | 922 573 $      | Dur (ext.)   | Magdalena Fręch        | Olivia Gadecki         | 7-65, 6-4       | Tableau |
| 67 | 09-09-2024 | Jasmin Open Monastir, Monastir                            | WTA 250       | 267 082 $      | Dur (ext.)   | Sonay Kartal           | Rebecca Šramková       | 6-3, 7-5        | Tableau |
| 68 | 09-09-2024 | Zavarovalnica Sava Ljubljana, Ljubljana                   | WTA 125       | 115 000 $      | Terre (ext.) | Jil Teichmann          | Nuria Párrizas Díaz    | 7-68, 6-4       | Tableau |
| 69 | 09-09-2024 | Tiriac Foundation Trophy, Bucarest                        | WTA 125       | 115 000 $      | Terre (ext.) | Miriam Bulgaru         | Kathinka von Deichmann | 6-3, 1-6, 6-4   | Tableau |
| 70 | 16-09-2024 | Hana Bank Korea Open, Séoul                               | WTA 500       | 922 573 $      | Dur (ext.)   | Beatriz Haddad Maia    | Daria Kasatkina        | 1-6, 6-4, 6-1   | Tableau |
| 71 | 16-09-2024 | Thailand Open 2, Hua Hin                                  | WTA 250       | 267 082 $      | Dur (ext.)   | Rebecca Šramková       | Laura Siegemund        | 6-4, 6-4        | Tableau |
| 72 | 23-09-2024 | China Open, Pékin                                         | WTA 1000      | 8 955 610 $    | Dur (ext.)   | Coco Gauff             | Karolína Muchová       | 6-1, 6-3        | Tableau |
| 73 | 30-09-2024 | Hong Kong 125 Open, Hong Kong                             | WTA 125       | 115 000 $      | Dur (ext.)   | Ajla Tomljanović       | Clara Tauson           | 4-6, 6-4, 6-4   | Tableau |
| 74 | 07-10-2024 | Wuhan Open, Wuhan                                         | WTA 1000      | 3 221 715 $    | Dur (ext.)   | Aryna Sabalenka        | Zheng Qinwen           | 6-3, 5-7, 6-3   | Tableau |
| 75 | 14-10-2024 | Ningbo Open, Ningbo                                       | WTA 500       | 922 573 $      | Dur (ext.)   | Daria Kasatkina        | Mirra Andreeva         | 6-0, 4-6, 6-4   | Tableau |
| 76 | 14-10-2024 | Kinoshita Group Japan Open, Osaka                         | WTA 250       | 267 082 $      | Dur (ext.)   | Suzan Lamens           | Kimberly Birrell       | 6-0, 6-4        | Tableau |
| 77 | 21-10-2024 | Toray Pan Pacific Open, Tokyo                             | WTA 500       | 922 573 $      | Dur (ext.)   | Zheng Qinwen           | Sofia Kenin            | 7-65, 6-3       | Tableau |
| 78 | 21-10-2024 | Guangzhou Open, Guangzhou                                 | WTA 250       | 267 082 $      | Dur (ext.)   | Olga Danilović         | Caroline Dolehide      | 6-3, 6-1        | Tableau |
| 79 | 21-10-2024 | Abierto Tampico, Tampico                                  | WTA 125       | 115 000 $      | Dur (ext.)   | Marina Stakusic        | Anna Blinkova          | 6-4, 2-6, 6-4   | Tableau |
| 80 | 28-10-2024 | Hong Kong tennis Open, Hong Kong                          | WTA 250       | 267 082 $      | Dur (ext.)   | Diana Shnaider         | Katie Boulter          | 6-1, 6-2        | Tableau |
| 81 | 28-10-2024 | Merida Open Akron, Mérida                                 | WTA 250       | 267 082 $      | Dur (ext.)   | Zeynep Sönmez          | Ann Li                 | 6-2, 6-1        | Tableau |
| 82 | 28-10-2024 | Jiangxi Open, Jiujiang                                    | WTA 250       | 267 082 $      | Dur (ext.)   | Viktorija Golubic      | Rebecca Šramková       | 6-3, 7-5        | Tableau |
| 83 | 28-10-2024 | Bolivia Open, Santa Cruz                                  | WTA 125       | 115 000 $      | Terre (ext.) | Anca Todoni            | Emiliana Arango        | 7-65, 6-0       | Tableau |
| 84 | 02-11-2024 | WTA Finals Riyadh, Riyad                                  | Masters       | 15 250 000 $   | Dur (ext.)   | Coco Gauff             | Zheng Qinwen           | 3-6, 6-4, 7-62  | Tableau |
| 85 | 04-11-2024 | Cali Open, Cali                                           | WTA 125       | 115 000 $      | Terre (ext.) | Irina-Camelia Begu     | Veronika Erjavec       | 6-3, 6-3        | Tableau |
| 86 | 04-11-2024 | Dow Tennis Classic, Midland                               | WTA 125       | 115 000 $      | Dur (int.)   | Rebecca Marino         | Alycia Parks           | 6-2, 6-1        | Tableau |
| 87 | 18-11-2024 | Fifth Third Charleston 125 II, Charleston                 | WTA 125       | 115 000 $      | Terre (ext.) | Renata Zarazúa         | Hanna Chang            | 6-1, 7-64       | Tableau |
| 88 | 18-11-2024 | LP Open by IND, Colina                                    | WTA 125       | 115 000 $      | Terre (ext.) | Nina Stojanović        | María Carlé            | 3-6, 6-4, 6-4   | Tableau |
| 89 | 25-11-2024 | IEB+ Argentina Open, Buenos Aires                         | WTA 125       | 115 000 $      | Terre (ext.) | Mayar Sherif           | Katarzyna Kawa         | 6-3, 4-6, 6-4   | Tableau |
| 90 | 02-12-2024 | Open In Arte Angers Loire, Angers                         | WTA 125       | 115 000 $      | Dur (int.)   | Alycia Parks           | Belinda Bencic         | 7-64, 3-6, 6-0  | Tableau |
| 91 | 02-12-2024 | MundoTenis Open, Florianópolis                            | WTA 125       | 115 000 $      | Terre (ext.) | Maja Chwalińska        | Ylena In-Albon         | 6-1, 6-2        | Tableau |
| 92 | 09-12-2024 | Open BLS de Limoges, Limoges                              | WTA 125       | 115 000 $      | Dur (int.)   | Viktorija Golubic      | Céline Naef            | 7-5, 6-4        | Tableau |

### Double
| No | Date       | Nom et lieu du tournoi                                   | Catégorie     | Dotation       | Surface      | Vainqueures                             | Finalistes                                | Score             |         |
| -- | ---------- | -------------------------------------------------------- | ------------- | -------------- | ------------ | --------------------------------------- | ----------------------------------------- | ----------------- | ------- |
| 1  | 01-01-2024 | Brisbane International by Evie Brisbane                  | WTA 500       | 1 736 763 $    | Dur (ext.)   | Lyudmyla Kichenok Jeļena Ostapenko      | Greet Minnen Heather Watson               | 7-5, 6-2          | Tableau |
| 2  | 01-01-2024 | ASB Classic Auckland                                     | WTA 250       | 267 082 $      | Dur (ext.)   | Anna Danilina Viktória Hrunčáková       | Marie Bouzková Bethanie Mattek-Sands      | 6-3, 65-7, [10-8] | Tableau |
| 3  | 01-01-2024 | Workday Canberra International Canberra                  | WTA 125       | 115 000 $      | Dur (ext.)   | Veronika Erjavec Darja Semeņistaja      | Kaylah McPhee Astra Sharma                | 6-2, 6-4          | Tableau |
| 4  | 08-01-2024 | Adélaïde International Adélaïde                          | WTA 500       | 922 573 $      | Dur (ext.)   | Beatriz Haddad Maia Taylor Townsend     | Caroline Garcia Kristina Mladenovic       | 7-5, 6-3          | Tableau |
| 5  | 08-01-2024 | Hobart international Hobart                              | WTA 250       | 267 082 $      | Dur (ext.)   | Chan Hao-ching Giuliana Olmos           | Guo Hanyu Jiang Xinyu                     | 6-3, 6-3          | Tableau |
| 6  | 15-01-2024 | Australian Open Melbourne                                | G. Chelem     | 38 923 200 AU$ | Dur (ext.)   | Hsieh Su-wei Elise Mertens              | Lyudmyla Kichenok Jeļena Ostapenko        | 6-1, 7-5          | Tableau |
| 7  | 29-01-2024 | Upper Austria Ladies Ladies Linz Linz                    | WTA 500       | 922 573 $      | Dur (int.)   | Sara Errani Jasmine Paolini             | N. Melichar-Martinez Ellen Perez          | 7-5, 4-6, [10-7]  | Tableau |
| 8  | 29-01-2024 | Thailand Open Hua Hin                                    | WTA 250       | 267 082 $      | Dur (ext.)   | Miyu Kato Aldila Sutjiadi               | Guo Hanyu Jiang Xinyu                     | 6-4, 1-6, [10-7]  | Tableau |
| 9  | 05-02-2024 | Mubadala Abu Dhabi Open Abou Dabi                        | WTA 500       | 922 573 $      | Dur (ext.)   | Sofia Kenin Bethanie Mattek-Sands       | Linda Nosková Heather Watson              | 6-4, 7-64         | Tableau |
| 10 | 05-02-2024 | Transylvania Open Cluj-Napoca                            | WTA 250       | 267 082 $      | Dur (int.)   | Caty McNally Asia Muhammad              | Harriet Dart Tereza Mihalíková            | 6-3, 6-4          | Tableau |
| 11 | 05-02-2024 | L&T Mumbai Open Mumbai                                   | WTA 125       | 115 000 $      | Dur (ext.)   | Dalila Jakupović Sabrina Santamaria     | Arianne Hartono Prarthana Thombare        | 6-4, 6-3          | Tableau |
| 12 | 12-02-2024 | Qatar TotalEnergies Open 2024 Doha                       | WTA 1000      | 3 211 715 $    | Dur (ext.)   | Demi Schuurs Luisa Stefani              | Caroline Dolehide Desirae Krawczyk        | 6-4, 6-2          | Tableau |
| 13 | 19-02-2024 | Dubaï Duty Free Tennis Championships Dubaï               | WTA 1000      | 3 211 715 $    | Dur (ext.)   | Storm Hunter Kateřina Siniaková         | N. Melichar-Martinez Ellen Perez          | 6-4, 6-2          | Tableau |
| 14 | 19-02-2024 | Vallarta Open Puerto Vallarta                            | WTA 125       | 115 000 $      | Dur (ext.)   | Iryna Shymanovich Renata Zarazúa        | Angelica Moratelli Camilla Rosatello      | 6-2, 7-61         | Tableau |
| 15 | 26-02-2024 | San Diego Open San Diego                                 | WTA 500       | 922 573 $      | Dur (ext.)   | N. Melichar-Martinez Ellen Perez        | Desirae Krawczyk Jessica Pegula           | 6-1, 6-2          | Tableau |
| 16 | 26-02-2024 | ATX Open Austin                                          | WTA 250       | 267 082 $      | Dur (ext.)   | Olivia Gadecki Olivia Nicholls          | Katarzyna Kawa Bibiane Schoofs            | 6-2, 6-4          | Tableau |
| 17 | 04-03-2024 | BNP Paribas Open Indian Wells                            | WTA 1000      | 9 258 080 $    | Dur (ext.)   | Hsieh Su-wei Elise Mertens              | Storm Hunter Kateřina Siniaková           | 6-3, 6-4          | Tableau |
| 18 | 11-03-2024 | Fifth Third Charleston 125 Charleston                    | WTA 125       | 115 000 $      | Dur (ext.)   | Olivia Gadecki Olivia Nicholls          | Sara Errani Tereza Mihalíková             | 6-2, 6-1          | Tableau |
| 19 | 19-03-2024 | Miami Open presented by Itaú Miami                       | WTA 1000      | 8 770 480 $    | Dur (ext.)   | Sofia Kenin Bethanie Mattek-Sands       | Gabriela Dabrowski Erin Routliffe         | 4-6, 7-65, [11-9] | Tableau |
| 20 | 25-03-2024 | San Luis Potosí 125 San Luis Potosí                      | WTA 125       | 115 000 $      | Terre (ext.) | Anna Bondár Tamara Zidanšek             | Laura Pigossi Katarzyna Piter             | Forfait           | Tableau |
| 21 | 25-03-2024 | Megasaray Hotels Open Antalya                            | WTA 125       | 115 000 $      | Terre (ext.) | Angelica Moratelli Camilla Rosatello    | Tímea Babos Vera Zvonareva                | 6-3,3-6, [15-13]  | Tableau |
| 22 | 01-04-2024 | Credit One Charleston Open Charleston                    | WTA 500       | 922 573 $      | Terre (ext.) | Ashlyn Krueger Sloane Stephens          | Lyudmyla Kichenok Nadiia Kichenok         | 1-6, 6-3, [10-7]  | Tableau |
| 23 | 01-04-2024 | Copa Colsanitas Zurich Bogota                            | WTA 250       | 267 082 $      | Terre (ext.) | Cristina Bucșa Kamilla Rakhimova        | Anna Bondár Irina Khromacheva             | 7-65, 3-6, [10-8] | Tableau |
| 24 | 01-04-2024 | Open Internacional Femeni Solgironès La Bisbal d'Empordà | WTA 125       | 115 000 $      | Terre (ext.) | Miriam Kolodziejová Anna Sisková        | Tímea Babos Dalma Gálfi                   | Forfait           | Tableau |
| 25 | 15-04-2024 | Porsche Tennis Grand Prix Stuttgart                      | WTA 500       | 922 573 $      | Terre (int.) | Chan Hao-ching Veronika Kudermetova     | Ulrikke Eikeri Ingrid Neel                | 4-6, 6-3, [10-2]  | Tableau |
| 26 | 15-04-2024 | Open de Rouen Capfinances Rouen                          | WTA 250       | 267 082 $      | Terre (int.) | Tímea Babos Irina Khromacheva           | Naiktha Bains Maia Lumsden                | 6-3, 6-4          | Tableau |
| 27 | 15-04-2024 | Oeiras Open Oeiras                                       | WTA 125       | 115 000 $      | Terre (ext.) | Francisca Jorge Matilde Jorge           | Harriet Dart Kristina Mladenovic          | 6-0, 6-4          | Tableau |
| 28 | 22-04-2024 | Mutua Madrid Open Madrid                                 | WTA 1000      | 8 770 480 $    | Terre (ext.) | Cristina Bucșa S. Sorribes Tormo        | Barbora Krejčíková Laura Siegemund        | 6-0, 6-2          | Tableau |
| 29 | 29-04-2024 | Open 35 de Saint-Malo Saint-Malo                         | WTA 125       | 115 000 $      | Terre (ext.) | Amina Anshba Anastasia Dețiuc           | Estelle Cascino Carole Monnet             | 7-67, 2-6, [10-5] | Tableau |
| 30 | 29-04-2024 | Catalonia Open WTA 125 Lleida                            | WTA 125       | 115 000 $      | Terre (ext.) | N. Melichar-Martinez Ellen Perez        | Katarzyna Piter Mayar Sherif              | 7-5, 6-2          | Tableau |
| 31 | 06-05-2024 | Internazionali BNL d'Italia Rome                         | WTA 1000      | 5 509 771 $    | Terre (ext.) | Sara Errani Jasmine Paolini             | Coco Gauff Erin Routliffe                 | 6-3, 4-6, [10-8]  | Tableau |
| 32 | 13-05-2024 | Trophée Clarins Paris                                    | WTA 125       | 115 000 $      | Terre (ext.) | Asia Muhammad Aldila Sutjiadi           | Monica Niculescu Zhu Lin                  | 7-63, 6-4, [11-9] | Tableau |
| 33 | 13-05-2024 | Parma Ladies Open Parme                                  | WTA 125       | 115 000 $      | Terre (ext.) | Anna Danilina Irina Khromacheva         | Elixane Lechemia Ingrid Gamarra Martins   | 6-1, 6-2          | Tableau |
| 34 | 19-05-2024 | Internationaux de Strasbourg Strasbourg                  | WTA 500       | 922 573 $      | Terre (ext.) | Cristina Bucșa Monica Niculescu         | Asia Muhammad Aldila Sutjiadi             | 3-6, 6-4, [10-6]  | Tableau |
| 35 | 19-05-2024 | Grand Prix SAR La Princesse Lalla Meryem Rabat           | WTA 250       | 267 082 $      | Terre (ext.) | Irina Khromacheva Yana Sizikova         | Anna Danilina Xu Yifan                    | 6-3, 6-2          | Tableau |
| 36 | 27-05-2024 | Roland-Garros Paris                                      | G. Chelem     | 53 478 000 €   | Terre (ext.) | Coco Gauff Kateřina Siniaková           | Sara Errani Jasmine Paolini               | 7-65, 6-3         | Tableau |
| 37 | 03-06-2024 | Open delle Puglie Bari                                   | WTA 125       | 115 000 $      | Terre (ext.) | Anna Danilina Irina Khromacheva         | Angelica Moratelli Renata Zarazúa         | 6-1, 6-3          | Tableau |
| 38 | 03-06-2024 | Makarska Open Makarska                                   | WTA 125       | 115 000 $      | Terre (ext.) | Sabrina Santamaria Iryna Shymanovich    | Nao Hibino Oksana Kalashnikova            | 6-4, 3-6, [10-6]  | Tableau |
| 39 | 10-06-2024 | Rothesay Open Nottingham Nottingham                      | WTA 250       | 267 082 $      | Gazon (ext.) | Gabriela Dabrowski Erin Routliffe       | Harriet Dart Diane Parry                  | 5-7, 6-3, [11-9]  | Tableau |
| 40 | 10-06-2024 | Libema Open Bois-le-Duc                                  | WTA 250       | 267 082 $      | Gazon (ext.) | Ingrid Neel Bibiane Schoofs             | Tereza Mihalíková Olivia Nicholls         | 7-66, 6-3         | Tableau |
| 41 | 10-06-2024 | BBVA Open Internacional de Valencia Valence              | WTA 125       | 115 000 $      | Terre (ext.) | Katarzyna Piter Fanny Stollár           | Angelica Moratelli Renata Zarazúa         | 6-1, 4-6, [10-8]  | Tableau |
| 42 | 17-06-2024 | ecotrans Ladies Open Berlin                              | WTA 500       | 922 573 $      | Gazon (ext.) | Wang Xinyu Zheng Saisai                 | Chan Hao-ching Veronika Kudermetova       | 6-2, 7-5          | Tableau |
| 43 | 17-06-2024 | Rothesay Classic Birmingham Birmingham                   | WTA 250       | 267 082 $      | Gazon (ext.) | Hsieh Su-wei Elise Mertens              | Miyu Kato Zhang Shuai                     | 6-1, 6-3          | Tableau |
| 44 | 17-06-2024 | Veneto Open Gaiba                                        | WTA 125       | 115 000 $      | Gazon (ext.) | Hailey Baptiste Alycia Parks            | Miriam Kolodziejová Anna Sisková          | 7-64, 6-2         | Tableau |
| 45 | 24-06-2024 | Rothesay International Eastbourne Eastbourne             | WTA 500       | 922 573 $      | Gazon (ext.) | Lyudmyla Kichenok Jeļena Ostapenko      | Gabriela Dabrowski Erin Routliffe         | 5-7, 7-62, [10-8] | Tableau |
| 46 | 24-06-2024 | Bad Homburg Open by Solarwatt Bad Homburg                | WTA 500       | 922 573 $      | Gazon (ext.) | N. Melichar-Martinez Ellen Perez        | Chan Hao-ching Veronika Kudermetova       | 4-6, 6-3, [10-8]  | Tableau |
| 47 | 01-07-2024 | The Championships Wimbledon                              | G. Chelem     | NC             | Gazon (ext.) | Kateřina Siniaková Taylor Townsend      | Gabriela Dabrowski Erin Routliffe         | 7-65, 7-61        | Tableau |
| 48 | 08-07-2024 | Nordea Open Båstad                                       | WTA 125       | 115 000 $      | Terre (ext.) | Peangtarn Plipuech Tsao Chia-yi         | María Carlé Julia Riera                   | 7-5, 6-3          | Tableau |
| 49 | 08-07-2024 | Grand Est Open 88 Contrexéville                          | WTA 125       | 115 000 $      | Terre (ext.) | Oksana Kalashnikova Iryna Shymanovich   | Wu Fang-hsien Zhang Shuai                 | 5-7, 6-3, [10-7]  | Tableau |
| 50 | 15-07-2024 | Hungarian Grand Prix Budapest                            | WTA 250       | 267 082 $      | Terre (ext.) | Katarzyna Piter Fanny Stollár           | Irina Khromacheva Anna Danilina           | 6-3, 3-6, [10-3]  | Tableau |
| 51 | 15-07-2024 | 35th Palermo Ladies Open Palerme                         | WTA 250       | 267 082 $      | Terre (ext.) | Alexandra Panova Yana Sizikova          | Yvonne Cavallé Reimers Aurora Zantedeschi | 4-6, 6-3, [10-5]  | Tableau |
| 52 | 22-07-2024 | BCR Iași Open Iași                                       | WTA 250       | 267 082 $      | Terre (ext.) | Anna Danilina Irina Khromacheva         | Alexandra Panova Yana Sizikova            | 6-4, 6-2          | Tableau |
| 53 | 22-07-2024 | Prague Open 2024 Prague                                  | WTA 250       | 267 082 $      | Terre (ext.) | Barbora Krejčíková Kateřina Siniaková   | Bethanie Mattek-Sands Lucie Šafářová      | 6-3, 6-3          | Tableau |
| 54 | 22-07-2024 | Polish Open Varsovie                                     | WTA 125       | 115 000 $      | Dur (ext.)   | Weronika Falkowska Martyna Kubka        | Céline Naef Nina Stojanović               | 6-4, 7-65         | Tableau |
| 55 | 29-07-2024 | Summer Olympic Tennis Event Paris                        | J. olympiques | NC             | Terre (ext.) | Sara Errani · Jasmine Paolini           | Mirra Andreeva · Diana Shnaider           | 2-6, 6-1, [10-7]  | Tableau |
| 56 | 29-07-2024 | Mudabala Citi DC Open Washington                         | WTA 500       | 922 573 $      | Dur (ext.)   | Asia Muhammad Taylor Townsend           | Jiang Xinyu Wu Fang-hsien                 | 7-60, 6-3         | Tableau |
| 57 | 04-08-2024 | ECE Ladies Hamburg Open Hambourg                         | WTA 125       | 115 000 $      | Terre (ext.) | Anna Bondár Kimberley Zimmermann        | Arantxa Rus Nina Stojanović               | 5-7, 6-3, [11-9]  | Tableau |
| 58 | 06-08-2024 | National Bank Open Presented by Rogers Toronto           | WTA 1000      | 3 211 715 $    | Dur (ext.)   | Caroline Dolehide Desirae Krawczyk      | Gabriela Dabrowski Erin Routliffe         | 7-62, 3-6, [10-7] | Tableau |
| 59 | 13-08-2024 | Barranquilla Open 2024 Barranquilla                      | WTA 125       | 115 000 $      | Dur (ext.)   | Jessica Failla Hiroko Kuwata            | Quinn Gleason Ingrid Gamarra Martins      | 4-6, 7-62, [10-7] | Tableau |
| 60 | 13-08-2024 | Cincinnati Open Cincinnati                               | WTA 1000      | 3 211 715 $    | Dur (ext.)   | Asia Muhammad Erin Routliffe            | Leylah Fernandez Yulia Putintseva         | 3-6, 6-1, [10-4]  | Tableau |
| 61 | 19-08-2024 | Abierto GNP Seguros Monterrey                            | WTA 500       | 922 573 $      | Dur (ext.)   | Guo Hanyu Monica Niculescu              | Alexandra Panova Giuliana Olmos           | 3-6, 6-3, [10-4]  | Tableau |
| 62 | 19-08-2024 | Tennis in the Land powered by Rocket Mortgage Cleveland  | WTA 250       | 267 082 $      | Dur (ext.)   | Cristina Bucșa Xu Yifan                 | Shuko Aoyama Eri Hozumi                   | 3-6, 6-3, [10-6]  | Tableau |
| 63 | 28-08-2024 | US Open Flushing Meadows                                 | G. Chelem     | NC             | Dur (ext.)   | Lyudmyla Kichenok Jeļena Ostapenko      | Kristina Mladenovic Zhang Shuai           | 6-4, 6-3          | Tableau |
| 64 | 02-09-2024 | Elle Spirit Open Montreux                                | WTA 125       | 115 000 $      | Terre (ext.) | Quinn Gleason Ingrid Gamarra Martins    | María Carlé Simona Waltert                | 6-3, 4-6, [10-7]  | Tableau |
| 65 | 02-09-2024 | Guadalajara 125 Open Guadalajara                         | WTA 125       | 115 000 $      | Dur (ext.)   | Katarzyna Piter Fanny Stollár           | Angelica Moratelli Sabrina Santamaria     | 6-4, 7-5          | Tableau |
| 66 | 09-09-2024 | Guadalajara Open Akron Guadalajara                       | WTA 500       | 922 573 $      | Dur (ext.)   | Anna Danilina Irina Khromacheva         | Oksana Kalashnikova Kamilla Rakhimova     | 2-6, 7-5, [10-7]  | Tableau |
| 67 | 09-09-2024 | Jasmin Open Monastir Monastir                            | WTA 250       | 267 082 $      | Dur (ext.)   | Mayar Sherif Anna Blinkova              | Alina Korneeva Anastasia Zakharova        | 2-6, 6-1, [10-8]  | Tableau |
| 68 | 09-09-2024 | Zavarovalnica Sava Ljubljana Ljubljana                   | WTA 125       | 115 000 $      | Terre (ext.) | Nuria Brancaccio Leyre Romero Gormaz    | Lina Gjorcheska Jil Teichmann             | 5-7, 7-5, [10-7]  | Tableau |
| 69 | 09-09-2024 | Tiriac Foundation Trophy Bucarest                        | WTA 125       | 115 000 $      | Terre (ext.) | Carole Monnet Darja Semenistaja         | Aliona Bolsova Katarzyna Kawa             | 1-6, 6-2, [10-7]  | Tableau |
| 70 | 16-09-2024 | Hana Bank Korea Open Séoul                               | WTA 500       | 922 573 $      | Dur (ext.)   | N. Melichar-Martinez Ludmilla Samsonova | Zhang Shuai Miyu Kato                     | 6-1, 6-0          | Tableau |
| 71 | 16-09-2024 | Thailand Open 2 Hua Hin                                  | WTA 250       | 267 082 $      | Dur (ext.)   | Anna Danilina Irina Khromacheva         | Eudice Chong Moyuka Uchijima              | 6-4, 7-5          | Tableau |
| 72 | 23-09-2024 | China Open Pékin                                         | WTA 1000      | 8 955 610 $    | Dur (ext.)   | Sara Errani Jasmine Paolini             | Chan Hao-ching Veronika Kudermetova       | 6-4, 6-4          | Tableau |
| 73 | 30-09-2024 | Hong Kong 125 Open Hong Kong                             | WTA 125       | 115 000 $      | Dur (ext.)   | Monica Niculescu Elena-Gabriela Ruse    | Nao Hibino Makoto Ninomiya                | 6-3, 5-7, [10-5]  | Tableau |
| 74 | 07-10-2024 | Wuhan Open Wuhan                                         | WTA 1000      | 3 221 715 $    | Dur (ext.)   | Anna Danilina Irina Khromacheva         | Asia Muhammad Jessica Pegula              | 6-3, 7-66         | Tableau |
| 75 | 14-10-2024 | Ningbo Open Ningbo                                       | WTA 500       | 922 573 $      | Dur (ext.)   | Demi Schuurs Yuan Yue                   | N. Melichar-Martinez Ellen Perez          | 6-3, 6-3          | Tableau |
| 76 | 14-10-2024 | Kinoshita Group Japan Open Osaka                         | WTA 250       | 267 082 $      | Dur (ext.)   | Ena Shibahara Laura Siegemund           | Cristina Bucșa Monica Niculescu           | 3-6, 6-2, [10-2]  | Tableau |
| 77 | 21-10-2024 | Toray Pan Pacific Open Tokyo                             | WTA 500       | 922 573 $      | Dur (ext.)   | Shuko Aoyama Eri Hozumi                 | Ena Shibahara Laura Siegemund             | 6-4, 7-63         | Tableau |
| 78 | 21-10-2024 | Guangzhou Open Guangzhou                                 | WTA 250       | 267 082 $      | Dur (ext.)   | Kateřina Siniaková Zhang Shuai          | Katarzyna Piter Fanny Stollár             | 6-4, 6-1          | Tableau |
| 79 | 21-10-2024 | Abierto Tampico Tampico                                  | WTA 125       | 115 000 $      | Dur (ext.)   | Carmen Corley Rebecca Marino            | Alina Korneeva Polina Kudermetova         | 6-3, 6-3          | Tableau |
| 80 | 28-10-2024 | Hong Kong tennis Open Hong Kong                          | WTA 250       | 267 082 $      | Dur (ext.)   | Ulrikke Eikeri Makoto Ninomiya          | Shuko Aoyama Eri Hozumi                   | 6-4, 4-6, [11-9]  | Tableau |
| 81 | 28-10-2024 | Merida Open Akron Mérida                                 | WTA 250       | 267 082 $      | Dur (ext.)   | Quinn Gleason Ingrid Gamarra Martins    | Magali Kempen Lara Salden                 | 6-4, 6-4          | Tableau |
| 82 | 28-10-2024 | Jiangxi Open Jiujiang                                    | WTA 250       | 267 082 $      | Dur (ext.)   | Guo Hanyu Moyuka Uchijima               | Katarzyna Piter Fanny Stollár             | 7-65, 7-5         | Tableau |
| 83 | 28-10-2024 | Bolivia Open Santa Cruz                                  | WTA 125       | 115 000 $      | Terre (ext.) | Nuria Brancaccio Leyre Romero Gormaz    | Aliona Bolsova Valeriya Strakhova         | 6-4, 6-4          | Tableau |
| 84 | 02-11-2024 | WTA Finals Riyadh Riyad                                  | Masters       | 15 250 000 $   | Dur (ext.)   | Gabriela Dabrowski Erin Routliffe       | Kateřina Siniaková Taylor Townsend        | 7-5, 6-3          | Tableau |
| 85 | 04-11-2024 | Cali Open Cali                                           | WTA 125       | 115 000 $      | Terre (ext.) | Kristina Mladenovic Veronika Erjavec    | Tara Würth Katarina Zavatska              | 6-2, 7-64         | Tableau |
| 86 | 04-11-2024 | Dow Tennis Classic Midland                               | WTA 125       | 115 000 $      | Dur (int.)   | Emily Appleton Maia Lumsden             | Ariana Arseneault Mia Kupres              | 6-2, 4-6, [10-5]  | Tableau |
| 87 | 18-11-2024 | Fifth Third Charleston 125 II Charleston                 | WTA 125       | 115 000 $      | Terre (ext.) | Nuria Brancaccio Leyre Romero Gormaz    | Kayla Cross Liv Hovde                     | 7-66, 6-2         | Tableau |
| 88 | 18-11-2024 | LP Open by IND Colina                                    | WTA 125       | 115 000 $      | Terre (ext.) | Mayar Sherif Nina Stojanović            | Léolia Jeanjean Kristina Mladenovic       | Forfait           | Tableau |
| 89 | 25-11-2024 | IEB+ Argentina Open Buenos Aires                         | WTA 125       | 115 000 $      | Terre (ext.) | Maja Chwalińska Katarzyna Kawa          | Laura Pigossi Mayar Sherif                | 6-4, 3-6, [10-7]  | Tableau |
| 90 | 02-12-2024 | Open In Arte Angers Loire Angers                         | WTA 125       | 115 000 $      | Dur (int.)   | Monica Niculescu Elena-Gabriela Ruse    | Belinda Bencic Céline Naef                | 6-3, 6-4          | Tableau |
| 91 | 02-12-2024 | MundoTenis Open Florianópolis                            | WTA 125       | 115 000 $      | Terre (ext.) | Maja Chwalińska Laura Pigossi           | N. Fossa Huergo Valeriya Strakhova        | 7-63, 6-3         | Tableau |
| 92 | 09-12-2024 | Open BLS de Limoges Limoges                              | WTA 125       | 115 000 $      | Dur (int.)   | Elsa Jacquemot Margaux Rouvroy          | Erika Andreeva Séléna Janicijevic         | 6-4, 6-3          | Tableau |

### Double mixte
| No | Date       | Nom et lieu du tournoi            | Catégorie     | Dotation    | Surface      | Vainqueures                            | Finalistes                       | Score             |         |
| -- | ---------- | --------------------------------- | ------------- | ----------- | ------------ | -------------------------------------- | -------------------------------- | ----------------- | ------- |
| 1  | 15-01-2024 | Australian Open Melbourne         | G. Chelem     | 681 600 AU$ | Dur (ext.)   | Hsieh Su-wei Jan Zieliński             | Desirae Krawczyk Neal Skupski    | 65-7, 6-4, [11-9] | Tableau |
| 2  | 27-05-2024 | Roland-Garros Paris               | G. Chelem     | NC          | Terre (ext.) | Laura Siegemund Édouard Roger-Vasselin | Desirae Krawczyk Neal Skupski    | 6-4, 7-5          | Tableau |
| 3  | 01-07-2024 | The Championships Wimbledon       | G. Chelem     | NC          | Gazon (ext.) | Hsieh Su-wei Jan Zieliński             | Giuliana Olmos Santiago González | 6-4, 6-2          | Tableau |
| 4  | 29-07-2024 | Summer Olympic Tennis Event Paris | J. olympiques | NC          | Terre (ext.) | Kateřina Siniaková · Tomáš Macháč      | Wang Xinyu · Zhang Zhizhen       | 6-2, 5-7, [10-8]  | Tableau |
| 5  | 26-08-2024 | US Open Flushing Meadows          | G. Chelem     | 802 000 $   | Dur (ext.)   | Sara Errani Andrea Vavassori           | Taylor Townsend Donald Young     | 7-60, 7-5         | Tableau |

## Coupe Billie Jean King
L'épreuve se déroule du 12 avril 2024 au 20 novembre 2024. L'Italie remporte son 5e titre dans la compétition en battant en finale la Slovaquie.
| Slovaquie – Italie : 0-2 20 novembre 2024 |                                       |                             |          |
| 1                                         | Viktória Hrunčáková                   | Lucia Bronzetti             | 2-6, 4-6 |
| 1                                         | Rebecca Šramková                      | Jasmine Paolini             | 2-6, 1-6 |
| 1                                         | Viktória Hrunčáková Tereza Mihalíková | Sara Errani Jasmine Paolini | Non joué |

## Informations statistiques

### En simple

#### Joueuses titrées
| Joueuse                | Nombre | Titres                                                     | GC | MS | JO | 1000 | 500 | 250 | 125 |
| ---------------------- | ------ | ---------------------------------------------------------- | -- | -- | -- | ---- | --- | --- | --- |
| Iga Świątek            | 5      | Doha, Indian Wells, Madrid, Rome, Roland-Garros            | 1  |    |    | 4    |     |     |     |
| Diana Shnaider         | 5      | Hua Hin, Paris Racing, Bad Homburg, Budapest, Hong Kong II |    |    |    |      | 1   | 3   | 1   |
| Aryna Sabalenka        | 4      | Open d'Australie, Cincinnati, US Open, Wuhan               | 2  |    |    | 2    |     |     |     |
| Coco Gauff             | 3      | Auckland, Pékin, Masters                                   |    | 1  |    | 1    |     | 1   |     |
| Zheng Qinwen           | 3      | Palerme, JO Paris, Tokyo                                   |    |    | 1  |      | 1   | 1   |     |
| Elena Rybakina         | 3      | Brisbane, Abou Dabi, Stuttgart                             |    |    |    |      | 3   |     |     |
| Alycia Parks           | 3      | Gaiba, Kozerki, Angers                                     |    |    |    |      |     |     | 3   |
| Danielle Collins       | 2      | Miami, Charleston II                                       |    |    |    | 1    | 1   |     |     |
| Jessica Pegula         | 2      | Berlin, Toronto                                            |    |    |    | 1    | 1   |     |     |
| Daria Kasatkina        | 2      | Eastbourne, Ningbo                                         |    |    |    |      | 2   |     |     |
| Jeļena Ostapenko       | 2      | Adélaïde, Linz                                             |    |    |    |      | 2   |     |     |
| Katie Boulter          | 2      | San Diego, Nottingham                                      |    |    |    |      | 1   | 1   |     |
| Viktorija Golubic      | 2      | Jiujiang, Limoges                                          |    |    |    |      |     | 1   | 1   |
| McCartney Kessler      | 2      | Puerto Vallarta, Cleveland                                 |    |    |    |      |     | 1   | 1   |
| Suzan Lamens           | 2      | Oeiras, Osaka                                              |    |    |    |      |     | 1   | 1   |
| Irina-Camelia Begu     | 2      | Montreux, Cali                                             |    |    |    |      |     |     | 2   |
| Nadia Podoroska        | 2      | San Luis Potosí, Barranquilla                              |    |    |    |      |     |     | 2   |
| Anca Todoni            | 2      | Bari, Santa Cruz                                           |    |    |    |      |     |     | 2   |
| Barbora Krejčíková     | 1      | Wimbledon                                                  | 1  |    |    |      |     |     |     |
| Jasmine Paolini        | 1      | Dubaï                                                      |    |    |    | 1    |     |     |     |
| Paula Badosa           | 1      | Washington                                                 |    |    |    |      | 1   |     |     |
| Magdalena Fręch        | 1      | Guadalajara II                                             |    |    |    |      | 1   |     |     |
| Beatriz Haddad Maia    | 1      | Séoul                                                      |    |    |    |      | 1   |     |     |
| Madison Keys           | 1      | Strasbourg                                                 |    |    |    |      | 1   |     |     |
| Linda Nosková          | 1      | Monterrey                                                  |    |    |    |      | 1   |     |     |
| Mirra Andreeva         | 1      | Iași                                                       |    |    |    |      |     | 1   |     |
| Olga Danilović         | 1      | Guangzhou                                                  |    |    |    |      |     | 1   |     |
| Sonay Kartal           | 1      | Monastir                                                   |    |    |    |      |     | 1   |     |
| Magda Linette          | 1      | Prague                                                     |    |    |    |      |     | 1   |     |
| Emma Navarro           | 1      | Hobart                                                     |    |    |    |      |     | 1   |     |
| Camila Osorio          | 1      | Bogota                                                     |    |    |    |      |     | 1   |     |
| Karolína Plíšková      | 1      | Cluj                                                       |    |    |    |      |     | 1   |     |
| Yulia Putintseva       | 1      | Birmingham                                                 |    |    |    |      |     | 1   |     |
| Liudmila Samsonova     | 1      | Bois-le-Duc                                                |    |    |    |      |     | 1   |     |
| Zeynep Sönmez          | 1      | Mérida                                                     |    |    |    |      |     | 1   |     |
| Rebecca Šramková       | 1      | Hua Hin II                                                 |    |    |    |      |     | 1   |     |
| Peyton Stearns         | 1      | Rabat                                                      |    |    |    |      |     | 1   |     |
| Sloane Stephens        | 1      | Rouen                                                      |    |    |    |      |     | 1   |     |
| Yuan Yue               | 1      | Austin                                                     |    |    |    |      |     | 1   |     |
| Loïs Boisson           | 1      | Saint-Malo                                                 |    |    |    |      |     |     | 1   |
| Anna Bondár            | 1      | Hambourg                                                   |    |    |    |      |     |     | 1   |
| J. Bouzas Maneiro      | 1      | Antalya                                                    |    |    |    |      |     |     | 1   |
| Lucia Bronzetti        | 1      | Contrexéville                                              |    |    |    |      |     |     | 1   |
| Miriam Bulgaru         | 1      | Bucarest                                                   |    |    |    |      |     |     | 1   |
| María Carlé            | 1      | La Bisbal                                                  |    |    |    |      |     |     | 1   |
| Maja Chwalińska        | 1      | Florianópolis                                              |    |    |    |      |     |     | 1   |
| Elisabetta Cocciaretto | 1      | Charleston I                                               |    |    |    |      |     |     | 1   |
| Ann Li                 | 1      | Valence                                                    |    |    |    |      |     |     | 1   |
| Rebecca Marino         | 1      | Midland                                                    |    |    |    |      |     |     | 1   |
| Nuria Párrizas Díaz    | 1      | Canberra                                                   |    |    |    |      |     |     | 1   |
| Kamilla Rakhimova      | 1      | Guadalajara I                                              |    |    |    |      |     |     | 1   |
| A.K. Schmiedlová       | 1      | Parme                                                      |    |    |    |      |     |     | 1   |
| Darja Semeņistaja      | 1      | Mumbai                                                     |    |    |    |      |     |     | 1   |
| Mayar Sherif           | 1      | Buenos Aires                                               |    |    |    |      |     |     | 1   |
| Kateřina Siniaková     | 1      | Lleida                                                     |    |    |    |      |     |     | 1   |
| Marina Stakusic        | 1      | Tampico                                                    |    |    |    |      |     |     | 1   |
| Nina Stojanović        | 1      | Colina                                                     |    |    |    |      |     |     | 1   |
| Jil Teichmann          | 1      | Ljubljana                                                  |    |    |    |      |     |     | 1   |
| Ajla Tomljanović       | 1      | Hong Kong I                                                |    |    |    |      |     |     | 1   |
| Martina Trevisan       | 1      | Båstad                                                     |    |    |    |      |     |     | 1   |
| Katie Volynets         | 1      | Makarska                                                   |    |    |    |      |     |     | 1   |
| Renata Zarazúa         | 1      | Charleston III                                             |    |    |    |      |     |     | 1   |
| Total                  | 92     |                                                            | 4  | 1  | 1  | 10   | 17  | 23  | 36  |

#### Premiers titres en carrière
| Joueuse                                          | Début de carrière | Premier titre   |
| ------------------------------------------------ | ----------------- | --------------- |
| Mirra Andreeva                                   | 2022              | Iași            |
| Loïs Boisson                                     | 2021              | Saint-Malo      |
| J. Bouzas Maneiro                                | 2020              | Antalya         |
| Miriam Bulgaru                                   | 2016              | Bucarest        |
| María Carlé*                                     | 2017              | La Bisbal       |
| Maja Chwalińska                                  | 2017              | Florianópolis   |
| Sonay Kartal                                     | 2021              | Monastir        |
| McCartney Kessler                                | 2017              | Puerto Vallarta |
| Rebecca Marino*                                  | 2008              | Midland         |
| Linda Nosková                                    | 2022              | Monterrey       |
| Kamilla Rakhimova*                               | 2018              | Guadalajara I   |
| Zeynep Sönmez                                    | 2017              | Mérida          |
| Rebecca Šramková                                 | 2012              | Hua Hin II      |
| Marina Stakusic                                  | 2022              | Tampico         |
| Peyton Stearns                                   | 2017              | Rabat           |
| Anca Todoni                                      | 2022              | Bari            |
| Katie Volynets                                   | 2018              | Makarska        |
| Yuan Yue                                         | 2017              | Austin          |
| * Joueuse ayant déjà remporté un titre en double |                   |                 |

#### Titres par surface et par nation
| Pays        | Total | Nombre par surface | Nombre par surface | Nombre par surface | Titre(s) |
| Pays        | Total | Dur                | Terre              | Gazon              | Titre(s) |
| ----------- | ----- | ------------------ | ------------------ | ------------------ | --- |
| États-Unis  | 18    | 10                 | 6                  | 2                  | Auckland, Hobart, Puerto Vallarta, Miami, Charleston II, Rouen, Strasbourg, Rabat, Makarska, Valence, Berlin, Gaiba, Kozerki, Toronto, Cleveland, Pékin, Masters, Angers |
| Russie      | 10    | 4                  | 3                  | 3                  | Hua Hin, Paris Racing, Bois-le-Duc, Eastbourne, Bad Homburg, Budapest, Iași, Guadalajara I, Ningbo, Hong Kong II                                                         |
| Pologne     | 8     | 3                  | 5                  |                    | Doha, Indian Wells, Madrid, Rome, Roland-Garros, Prague, Guadalajara II, Florianópolis                                                                                   |
| Roumanie    | 5     | 1                  | 4                  |                    | Bari, Montreux, Bucarest, Santa Cruz, Cali |
| Biélorussie | 4     | 4                  |                    |                    | Open d'Australie, Cincinnati, US Open, Wuhan |
| Chine       | 4     | 2                  | 2                  |                    | Austin, Palerme, JO Paris, Tokyo |
| Italie      | 4     | 2                  | 2                  |                    | Dubaï, Charleston I, Båstad, Contrexéville |
| Kazakhstan  | 4     | 2                  | 1                  | 1                  | Brisbane, Abou Dabi, Stuttgart, Birmingham |
| Tchéquie    | 4     | 2                  | 1                  | 1                  | Cluj, Lleida, Wimbledon, Monterrey |
| Argentine   | 3     | 1                  | 2                  |                    | San Luis Potosí, La Bisbal, Barranquilla |
| Espagne     | 3     | 2                  | 1                  |                    | Canberra, Antalya, Washington |
| Lettonie    | 3     | 3                  |                    |                    | Adélaïde, Linz, Mumbai |
| Royaume-Uni | 3     | 2                  |                    | 1                  | San Diego, Nottingham, Monastir |
| Suisse      | 3     | 2                  | 1                  |                    | Ljubljana, Jiujiang, Limoges |
| Canada      | 2     | 2                  |                    |                    | Tampico, Midland |
| Pays-Bas    | 2     | 1                  | 1                  |                    | Oeiras, Osaka |
| Serbie      | 2     | 1                  | 1                  |                    | Guangzhou, Colina |
| Slovaquie   | 2     | 1                  | 1                  |                    | Parme, Hua Hin II |
| Australie   | 1     | 1                  |                    |                    | Hong Kong I |
| Brésil      | 1     | 1                  |                    |                    | Séoul |
| Colombie    | 1     |                    | 1                  |                    | Bogota |
| Égypte      | 1     |                    | 1                  |                    | Buenos Aires |
| France      | 1     |                    | 1                  |                    | Saint-Malo |
| Hongrie     | 1     |                    | 1                  |                    | Hambourg |
| Mexique     | 1     |                    | 1                  |                    | Charleston III |
| Turquie     | 1     | 1                  |                    |                    | Mérida |
| Total       | 92    | 47                 | 37                 | 8                  | |

### En double

#### Joueuses titrées
| Joueuse                | Nombre | Titres                                                             | GC | MS | JO | 1000 | 500 | 250 | 125 |
| ---------------------- | ------ | ------------------------------------------------------------------ | -- | -- | -- | ---- | --- | --- | --- |
| Irina Khromacheva      | 8      | Rouen, Parme, Rabat, Bari, Iași, Guadalajara II, Hua Hin II, Wuhan |    |    |    | 1    | 1   | 4   | 2   |
| Anna Danilina          | 7      | Auckland, Parme, Bari, Iași, Guadalajara II, Hua Hin II, Wuhan     |    |    |    | 1    | 1   | 3   | 2   |
| Kateřina Siniaková     | 5      | Dubaï, Roland-Garros, Wimbledon, Prague, Guangzhou                 | 2  |    |    | 1    |     | 2   |     |
| Sara Errani            | 4      | Linz, Rome, JO, Pékin                                              |    |    | 1  | 2    | 1   |     |     |
| Jasmine Paolini        | 4      | Linz, Rome, JO, Pékin                                              |    |    | 1  | 2    | 1   |     |     |
| Cristina Bucșa         | 4      | Bogota, Madrid, Strasbourg, Cleveland                              |    |    |    | 1    | 2   | 1   |     |
| N. Melichar-Martinez   | 4      | San Diego, Lleida, Bad Homburg, Séoul                              |    |    |    |      | 3   |     | 1   |
| Asia Muhammad          | 4      | Cluj, Paris Racing, Washington, Cincinnati                         |    |    |    |      | 2   | 1   | 1   |
| Monica Niculescu       | 4      | Strasbourg, Monterrey, Hong Kong, Angers                           |    |    |    |      | 2   |     | 2   |
| Hsieh Su-wei           | 3      | Open d'Australie, Indian Wells, Birmingham                         | 1  |    |    | 1    |     | 1   |     |
| Elise Mertens          | 3      | Open d'Australie, Indian Wells, Birmingham                         | 1  |    |    | 1    |     | 1   |     |
| Lyudmyla Kichenok      | 3      | Brisbane, Eastbourne, US Open                                      | 1  |    |    |      | 2   |     |     |
| Jeļena Ostapenko       | 3      | Brisbane, Eastbourne, US Open                                      | 1  |    |    |      | 2   |     |     |
| Taylor Townsend        | 3      | Adélaïde, Wimbledon, Washington                                    | 1  |    |    |      | 2   |     |     |
| Erin Routliffe         | 3      | Nottingham, Cincinnati, Masters                                    |    | 1  |    | 1    |     | 1   |     |
| Ellen Perez            | 3      | San Diego, Lleida, Bad Homburg                                     |    |    |    |      | 2   |     | 1   |
| Katarzyna Piter        | 3      | Valence, Budapest, Guadalajara I                                   |    |    |    |      |     | 1   | 2   |
| Fanny Stollár          | 3      | Valence, Budapest, Guadalajara I                                   |    |    |    |      |     | 1   | 2   |
| Nuria Brancaccio       | 3      | Ljubljana, Santa Cruz, Charleston                                  |    |    |    |      |     |     | 3   |
| Leyre Romero Gormaz    | 3      | Ljubljana, Santa Cruz, Charleston                                  |    |    |    |      |     |     | 3   |
| Iryna Shymanovich      | 3      | Puerto Vallarta, Makarska, Contrexéville                           |    |    |    |      |     |     | 3   |
| Gabriela Dabrowski     | 2      | Nottingham, Masters                                                |    | 1  |    |      |     | 1   |     |
| Sofia Kenin            | 2      | Abou Dabi, Miami                                                   |    |    |    | 1    | 1   |     |     |
| Bethanie Mattek-Sands  | 2      | Abou Dabi, Miami                                                   |    |    |    | 1    | 1   |     |     |
| Demi Schuurs           | 2      | Doha, Ningbo                                                       |    |    |    | 1    | 1   |     |     |
| Chan Hao-ching         | 2      | Hobart, Stuttgart                                                  |    |    |    |      | 1   | 1   |     |
| Guo Hanyu              | 2      | Monterrey, Jiujiang                                                |    |    |    |      | 1   | 1   |     |
| Yana Sizikova          | 2      | Rabat, Palerme                                                     |    |    |    |      |     | 2   |     |
| Olivia Gadecki         | 2      | Austin, Charleston I                                               |    |    |    |      |     | 1   | 1   |
| Ingrid Gamarra Martins | 2      | Montreux, Mérida                                                   |    |    |    |      |     | 1   | 1   |
| Quinn Gleason          | 2      | Montreux, Mérida                                                   |    |    |    |      |     | 1   | 1   |
| Olivia Nicholls        | 2      | Austin, Charleston I                                               |    |    |    |      |     | 1   | 1   |
| Mayar Sherif           | 2      | Monastir, Colina                                                   |    |    |    |      |     | 1   | 1   |
| Aldila Sutjiadi        | 2      | Hua Hin I, Paris Racing                                            |    |    |    |      |     | 1   | 1   |
| Anna Bondár            | 2      | San Luis Potosí, Hambourg                                          |    |    |    |      |     |     | 2   |
| Maja Chwalińska        | 2      | Buenos Aires, Florianópolis                                        |    |    |    |      |     |     | 2   |
| Veronika Erjavec       | 2      | Canberra, Cali                                                     |    |    |    |      |     |     | 2   |
| Elena-Gabriela Ruse    | 2      | Hong Kong, Angers                                                  |    |    |    |      |     |     | 2   |
| Sabrina Santamaria     | 2      | Mumbai, Makarska                                                   |    |    |    |      |     |     | 2   |
| Darja Semeņistaja      | 2      | Canberra, Bucarest                                                 |    |    |    |      |     |     | 2   |
| Coco Gauff             | 1      | Roland-Garros                                                      | 1  |    |    |      |     |     |     |
| Caroline Dolehide      | 1      | Toronto                                                            |    |    |    | 1    |     |     |     |
| Storm Hunter           | 1      | Dubaï                                                              |    |    |    | 1    |     |     |     |
| Desirae Krawczyk       | 1      | Toronto                                                            |    |    |    | 1    |     |     |     |
| Sara Sorribes Tormo    | 1      | Madrid                                                             |    |    |    | 1    |     |     |     |
| Luisa Stefani          | 1      | Doha                                                               |    |    |    | 1    |     |     |     |
| Shuko Aoyama           | 1      | Tokyo                                                              |    |    |    |      | 1   |     |     |
| Beatriz Haddad Maia    | 1      | Adélaïde                                                           |    |    |    |      | 1   |     |     |
| Eri Hozumi             | 1      | Tokyo                                                              |    |    |    |      | 1   |     |     |
| Ashlyn Krueger         | 1      | Charleston II                                                      |    |    |    |      | 1   |     |     |
| Veronika Kudermetova   | 1      | Stuttgart                                                          |    |    |    |      | 1   |     |     |
| Ludmilla Samsonova     | 1      | Séoul                                                              |    |    |    |      | 1   |     |     |
| Sloane Stephens        | 1      | Charleston II                                                      |    |    |    |      | 1   |     |     |
| Wang Xinyu             | 1      | Berlin                                                             |    |    |    |      | 1   |     |     |
| Yuan Yue               | 1      | Ningbo                                                             |    |    |    |      | 1   |     |     |
| Zheng Saisai           | 1      | Berlin                                                             |    |    |    |      | 1   |     |     |
| Tímea Babos            | 1      | Rouen                                                              |    |    |    |      |     | 1   |     |
| Anna Blinkova          | 1      | Monastir                                                           |    |    |    |      |     | 1   |     |
| Ulrikke Eikeri         | 1      | Hong Kong                                                          |    |    |    |      |     | 1   |     |
| Viktória Hrunčáková    | 1      | Auckland                                                           |    |    |    |      |     | 1   |     |
| Miyu Kato              | 1      | Hua Hin I                                                          |    |    |    |      |     | 1   |     |
| Barbora Krejčíková     | 1      | Prague                                                             |    |    |    |      |     | 1   |     |
| Caty McNally           | 1      | Cluj                                                               |    |    |    |      |     | 1   |     |
| Ingrid Neel            | 1      | Bois-le-Duc                                                        |    |    |    |      |     | 1   |     |
| Makoto Ninomiya        | 1      | Hong Kong                                                          |    |    |    |      |     | 1   |     |
| Giuliana Olmos         | 1      | Hobart                                                             |    |    |    |      |     | 1   |     |
| Alexandra Panova       | 1      | Palerme                                                            |    |    |    |      |     | 1   |     |
| Kamilla Rakhimova      | 1      | Bogota                                                             |    |    |    |      |     | 1   |     |
| Bibiane Schoofs        | 1      | Bois-le-Duc                                                        |    |    |    |      |     | 1   |     |
| Ena Shibahara          | 1      | Osaka                                                              |    |    |    |      |     | 1   |     |
| Laura Siegemund        | 1      | Osaka                                                              |    |    |    |      |     | 1   |     |
| Moyuka Uchijima        | 1      | Jiujiang                                                           |    |    |    |      |     | 1   |     |
| Xu Yifan               | 1      | Cleveland                                                          |    |    |    |      |     | 1   |     |
| Zhang Shuai            | 1      | Guangzhou                                                          |    |    |    |      |     | 1   |     |
| Amina Anshba           | 1      | Saint-Malo                                                         |    |    |    |      |     |     | 1   |
| Emily Appleton         | 1      | Midland                                                            |    |    |    |      |     |     | 1   |
| Hailey Baptiste        | 1      | Gaiba                                                              |    |    |    |      |     |     | 1   |
| Carmen Corley          | 1      | Tampico                                                            |    |    |    |      |     |     | 1   |
| Anastasia Dețiuc       | 1      | Saint-Malo                                                         |    |    |    |      |     |     | 1   |
| Jessica Failla         | 1      | Barranquilla                                                       |    |    |    |      |     |     | 1   |
| Weronika Falkowska     | 1      | Kozerki                                                            |    |    |    |      |     |     | 1   |
| Elsa Jacquemot         | 1      | Limoges                                                            |    |    |    |      |     |     | 1   |
| Dalila Jakupović       | 1      | Mumbai                                                             |    |    |    |      |     |     | 1   |
| Francisca Jorge        | 1      | Oeiras                                                             |    |    |    |      |     |     | 1   |
| Matilde Jorge          | 1      | Oeiras                                                             |    |    |    |      |     |     | 1   |
| Oksana Kalashnikova    | 1      | Contrexéville                                                      |    |    |    |      |     |     | 1   |
| Katarzyna Kawa         | 1      | Buenos Aires                                                       |    |    |    |      |     |     | 1   |
| Miriam Kolodziejová    | 1      | La Bisbal                                                          |    |    |    |      |     |     | 1   |
| Martyna Kubka          | 1      | Kozerki                                                            |    |    |    |      |     |     | 1   |
| Hiroko Kuwata          | 1      | Barranquilla                                                       |    |    |    |      |     |     | 1   |
| Maia Lumsden           | 1      | Midland                                                            |    |    |    |      |     |     | 1   |
| Rebecca Marino         | 1      | Tampico                                                            |    |    |    |      |     |     | 1   |
| Kristina Mladenovic    | 1      | Cali                                                               |    |    |    |      |     |     | 1   |
| Carole Monnet          | 1      | Bucarest                                                           |    |    |    |      |     |     | 1   |
| Angelica Moratelli     | 1      | Antalya                                                            |    |    |    |      |     |     | 1   |
| Alycia Parks           | 1      | Gaiba                                                              |    |    |    |      |     |     | 1   |
| Laura Pigossi          | 1      | Florianópolis                                                      |    |    |    |      |     |     | 1   |
| Peangtarn Plipuech     | 1      | Båstad                                                             |    |    |    |      |     |     | 1   |
| Camilla Rosatello      | 1      | Antalya                                                            |    |    |    |      |     |     | 1   |
| Margaux Rouvroy        | 1      | Limoges                                                            |    |    |    |      |     |     | 1   |
| Anna Sisková           | 1      | La Bisbal                                                          |    |    |    |      |     |     | 1   |
| Nina Stojanović        | 1      | Colina                                                             |    |    |    |      |     |     | 1   |
| Tsao Chia-yi           | 1      | Båstad                                                             |    |    |    |      |     |     | 1   |
| Renata Zarazúa         | 1      | Puerto Vallarta                                                    |    |    |    |      |     |     | 1   |
| Tamara Zidanšek        | 1      | San Luis Potosí                                                    |    |    |    |      |     |     | 1   |
| Kimberley Zimmermann   | 1      | Hambourg                                                           |    |    |    |      |     |     | 1   |
| Total                  | 184    |                                                                    | 8  | 2  | 2  | 20   | 34  | 46  | 72  |

#### Premiers titres en carrière
| Joueuse                                          | Début de carrière | Premier titre   |
| ------------------------------------------------ | ----------------- | --------------- |
| Emily Appleton                                   | 2016              | Midland         |
| Nuria Brancaccio                                 | 2018              | Ljubljana       |
| Maja Chwalińska                                  | 2017              | Buenos Aires    |
| Carmen Corley                                    | 2019              | Tampico         |
| Jessica Failla                                   | 2016              | Barranquilla    |
| Elsa Jacquemot                                   | 2020              | Limoges         |
| Francisca Jorge                                  | 2016              | Oeiras          |
| Matilde Jorge                                    | 2019              | Oeiras          |
| Ashlyn Krueger*                                  | 2019              | Charleston II   |
| Martyna Kubka                                    | 2018              | Kozerki         |
| Hiroko Kuwata                                    | 2012              | Barranquilla    |
| Leyre Romero Gormaz                              | 2021              | Ljubljana       |
| Carole Monnet                                    | 2018              | Bucarest        |
| Laura Pigossi                                    | 2012              | Florianópolis   |
| Margaux Rouvroy                                  | 2019              | Limoges         |
| Sloane Stephens*                                 | 2009              | Charleston II   |
| Darja Semeņistaja                                | 2020              | Canberra        |
| Moyuka Uchijima                                  | 2018              | Jiujiang        |
| Yuan Yue*                                        | 2017              | Ningbo          |
| Renata Zarazúa*                                  | 2014              | Puerto Vallarta |
| * Joueuse ayant déjà remporté un titre en simple |                   |                 |

#### Titres par nation
| Pays             | Nombre | Titre(s) |
| ---------------- | ------ | --- |
| États-Unis       | 24     | Adélaïde, Abou Dabi, Cluj, Mumbai, San Diego, Miami, Indian Wells, Indian Wells, Charleston II, Lleida, Paris Racing, Roland-Garros, Makarska, Gaiba, Bad Homburg, Wimbledon, Washington, Toronto, Barranquilla, Cincinnati, Montreux, Séoul, Tampico, Mérida |
| Russie           | 14     | Bogota, Stuttgart, Rouen, Saint-Malo, Parme, Rabat, Bari, Palerme, Iași, Guadalajara II, Monastir, Séoul, Hua Hin II, Wuhan |
| Italie           | 8      | Linz, Antalya, Rome, JO, Ljubljana, Pékin, Santa Cruz, Charleston |
| Espagne          | 7      | Bogota, Madrid, Strasbourg, Cleveland, Ljubljana, Santa Cruz, Charleston |
| Kazakhstan       | 7      | Auckland, Parme, Bari, Iași, Guadalajara II, Hua Hin II, Wuhan |
| Tchéquie         | 7      | Dubaï, La Bisbal, Saint-Malo, Roland-Garros, Wimbledon, Prague, Guangzhou |
| Australie        | 6      | Dubaï, San Diego, Austin, Charleston I, Lleida, Bad Homburg |
| Chine            | 6      | Berlin, Monterrey, Cleveland, Ningbo, Guangzhou, Jiujiang |
| Hongrie          | 6      | San Luis Potosí, Rouen, Valence, Budapest, Hambourg, Guadalajara I |
| Japon            | 6      | Hua Hin, Barranquilla, Osaka, Tokyo, Hong Kong, Jiujiang |
| Pologne          | 6      | Valence, Budapest, Kozerki, Guadalajara I, Buenos Aires, Florianópolis |
| Taïwan           | 6      | Hobart, Open d'Australie, Indian Wells, Stuttgart, Birmingham, Båstad |
| Brésil           | 5      | Adélaïde, Doha, Montreux, Mérida, Florianópolis |
| Lettonie         | 5      | Brisbane, Canberra, Eastbourne, US Open, Bucarest |
| Belgique         | 4      | Open d'Australie, Indian Wells, Birmingham, Hambourg |
| Roumanie         | 4      | Strasbourg, Monterrey, Hong Kong, Angers |
| Slovénie         | 4      | Canberra, Mumbai, San Luis Potosí, Cali |
| Biélorussie      | 3      | Puerto Vallarta, Makarska, Contrexéville |
| Canada           | 3      | Nottingham, Tampico, Masters |
| France           | 2      | Bucarest, Cali, Limoges |
| Nouvelle-Zélande | 3      | Nottingham, Cincinnati, Masters |
| Pays-Bas         | 3      | Doha, Bois-le-Duc, Ningbo |
| Royaume-Uni      | 3      | Austin, Charleston I, Midland |
| Ukraine          | 3      | Brisbane, Eastbourne, US Open |
| Égypte           | 2      | Monastir, Colina |
| Indonésie        | 2      | Hua Hin, Paris Racing |
| Mexique          | 2      | Hobart, Puerto Vallarta |
| Allemagne        | 1      | Osaka |
| Estonie          | 1      | Bois-le-Duc |
| Géorgie          | 1      | Contrexéville |
| Norvège          | 1      | Hong Kong |
| Portugal         | 1      | Oeiras |
| Serbie           | 1      | Colina |
| Slovaquie        | 1      | Auckland |
| Thaïlande        | 1      | Båstad |

Note : Un titre remporté par une paire du même pays ne compte que pour un titre.

### Retraits du circuit
- Vera Lapko (13/01/2024)[11]
- Garbiñe Muguruza (20/04/2024)[12]
- Alexa Guarachi (24/04/2024)[13]
- Camila Giorgi (09/05/2024)[14]
- Alexa Glatch (31/05/2024)
- Alizé Cornet (02/06/2024)[15]
- Alexandra Cadanțu-Ignatik (23/06/2024)
- Natalia Vikhlyantseva (23/06/2024)
- Raluca Olaru (28/06/2024)
- Lesley Pattinama-Kerkhove (11/07/2024)
- Angelique Kerber (31/07/2024)
- Alison Van Uytvanck (19/08/2024)
- Shelby Rogers (30/08/2024)[16]
- Na-Lae Han (16/10/2024)
- Elena Vesnina (21/11/2024)[17]

### Retours
Néant.